# Nationalstraße 13 (Laos)
Die Nationalstraße 13 ist mit 1.346 km die längste und ökonomisch wichtigste Straße in Laos. Sie beginnt als Fortsetzung der chinesischen Nationalstraße 213 und führt von Boten über Muang Xay, Luang Prabang, Vang Vieng, Vientiane, Pakxan, Thakhek, Xeno bei Savannakhet und Pakse nach Veun Kham an die kambodschanischen Grenze. 
Vor allem in Südlaos sowie entlang des Gebietes Si Phan Don (4000 Inseln) verläuft sie zumeist in Mekong-Nähe. Hier ersetzt die Straße seit 1949 die Erste Eisenbahnstrecke in Laos. Außerdem führt diese Nationalstraße in der Präfektur Vientiane am neuen Nationalstadion von Laos sowie an allen drei internationalen Flughäfen in Laos vorbei: Flughafen Vientiane, Flughafen Luang Prabang und Flughafen Pakse. 
Zwischen Boten und Nateuy gehört die Nationalstraße 13 auf einer Länge von 20 km zum Kunming-Bangkok Expressway, der wiederum einen Teil des Asian Highway AH3 darstellt. Von Nateuy bis Vientiane ist die Nationalstraße 13 Teil des AH12, von Vientiane bis Veun Kham Teil des AH11. Seit 2018 ist die erste Autobahn in Laos dem Vientiane-Boten Expressway sowie seit 2016 die Bahnstrecke Boten–Vientiane im Bau die weitgehend parallel zur N13 verlaufen.

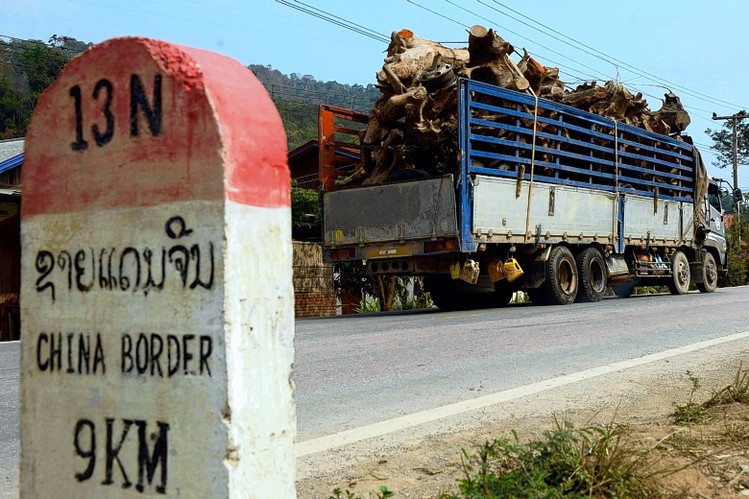
N13 Kilometerstein 9 km von der chinesischen Grenze bei Boten entfernt
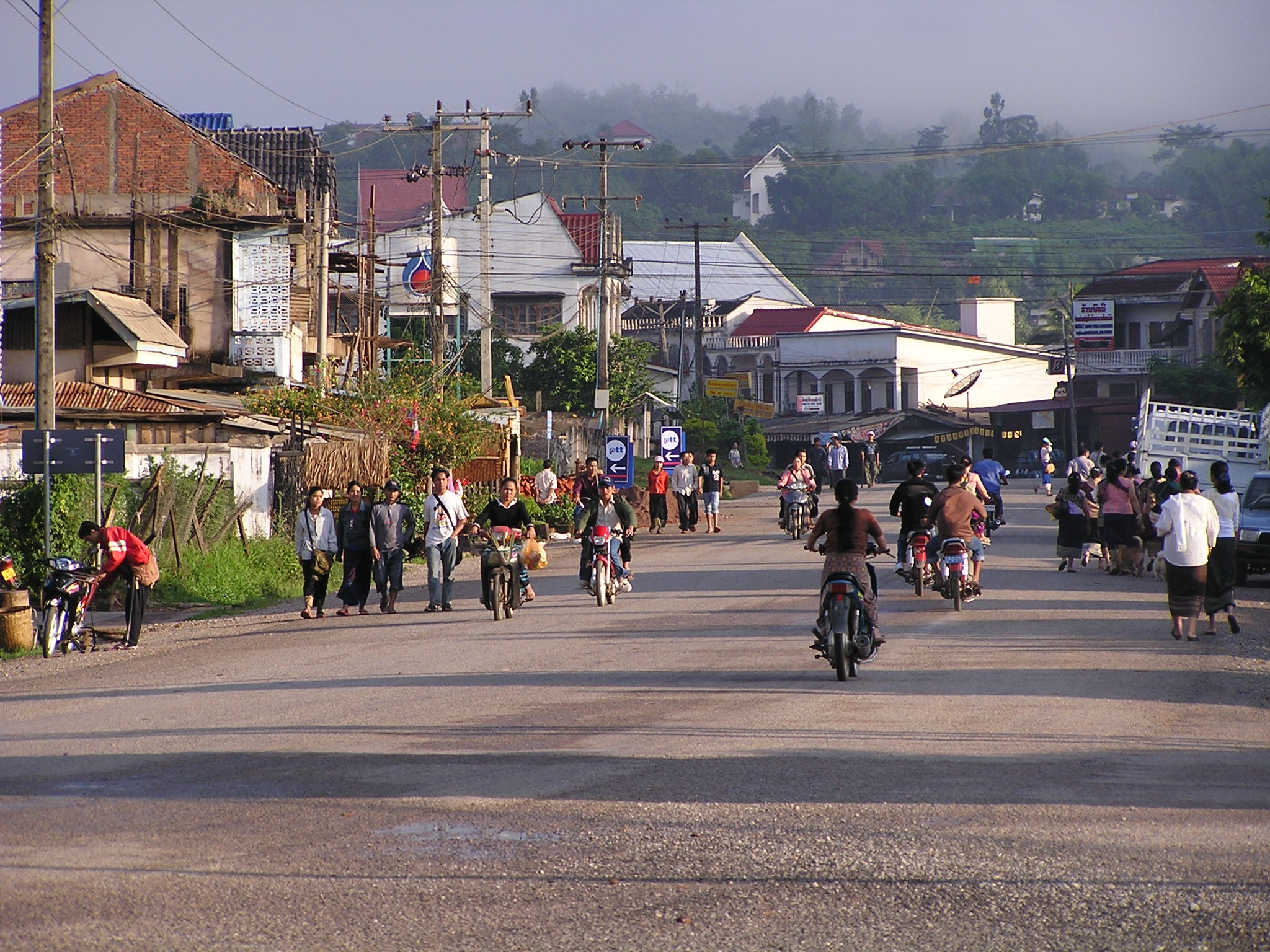
Nationalstraße 13 in Muang Xay
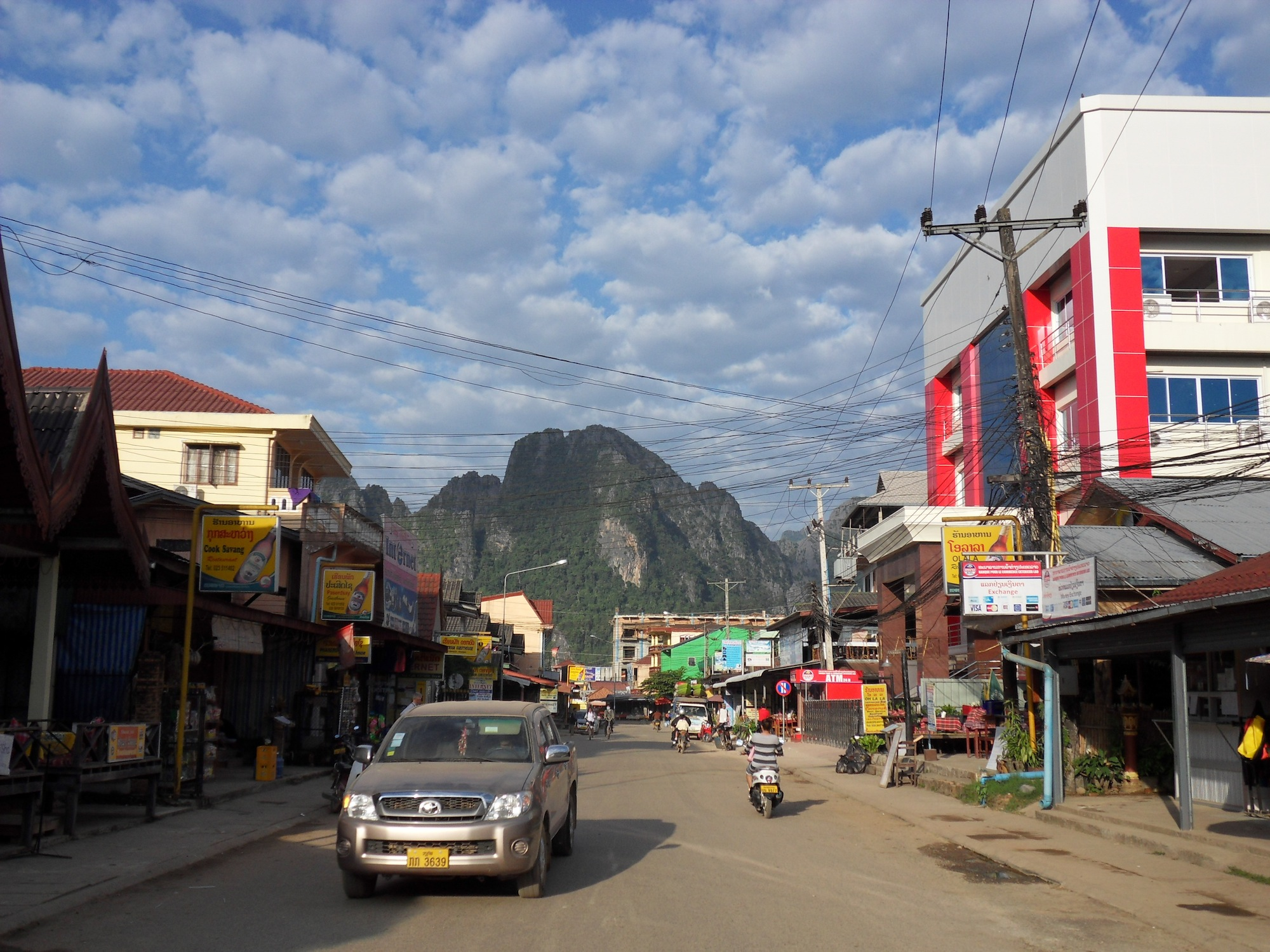
Nationalstraße 13 in Vang Vieng
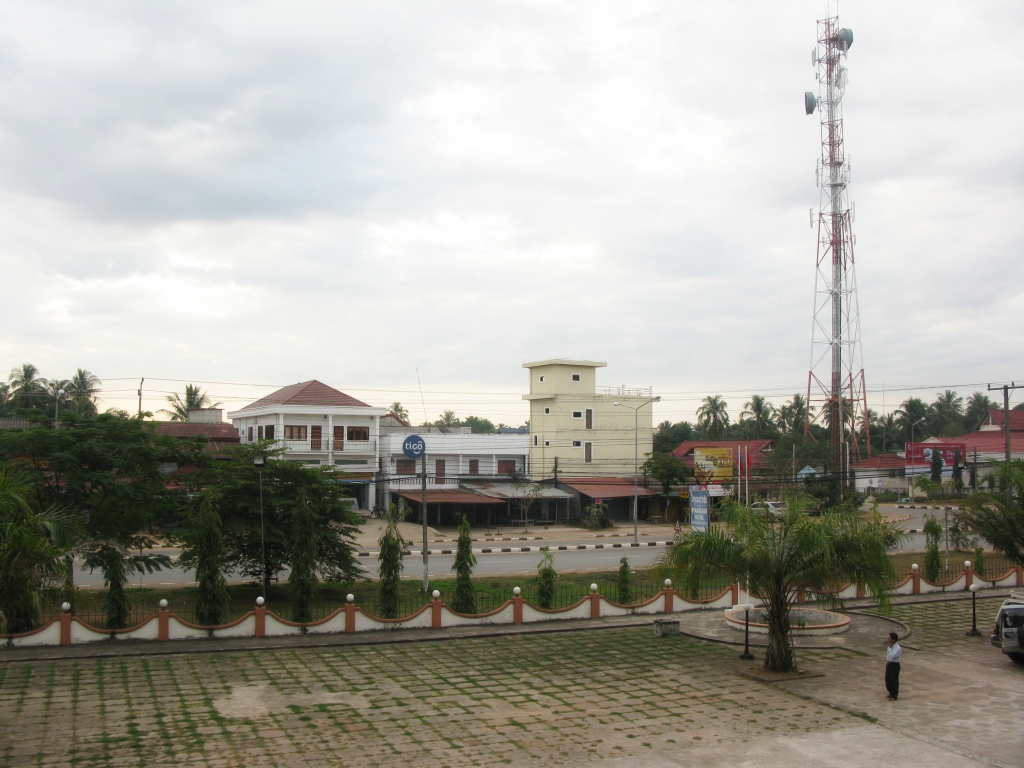
Nationalstraße 13 in Pakxan
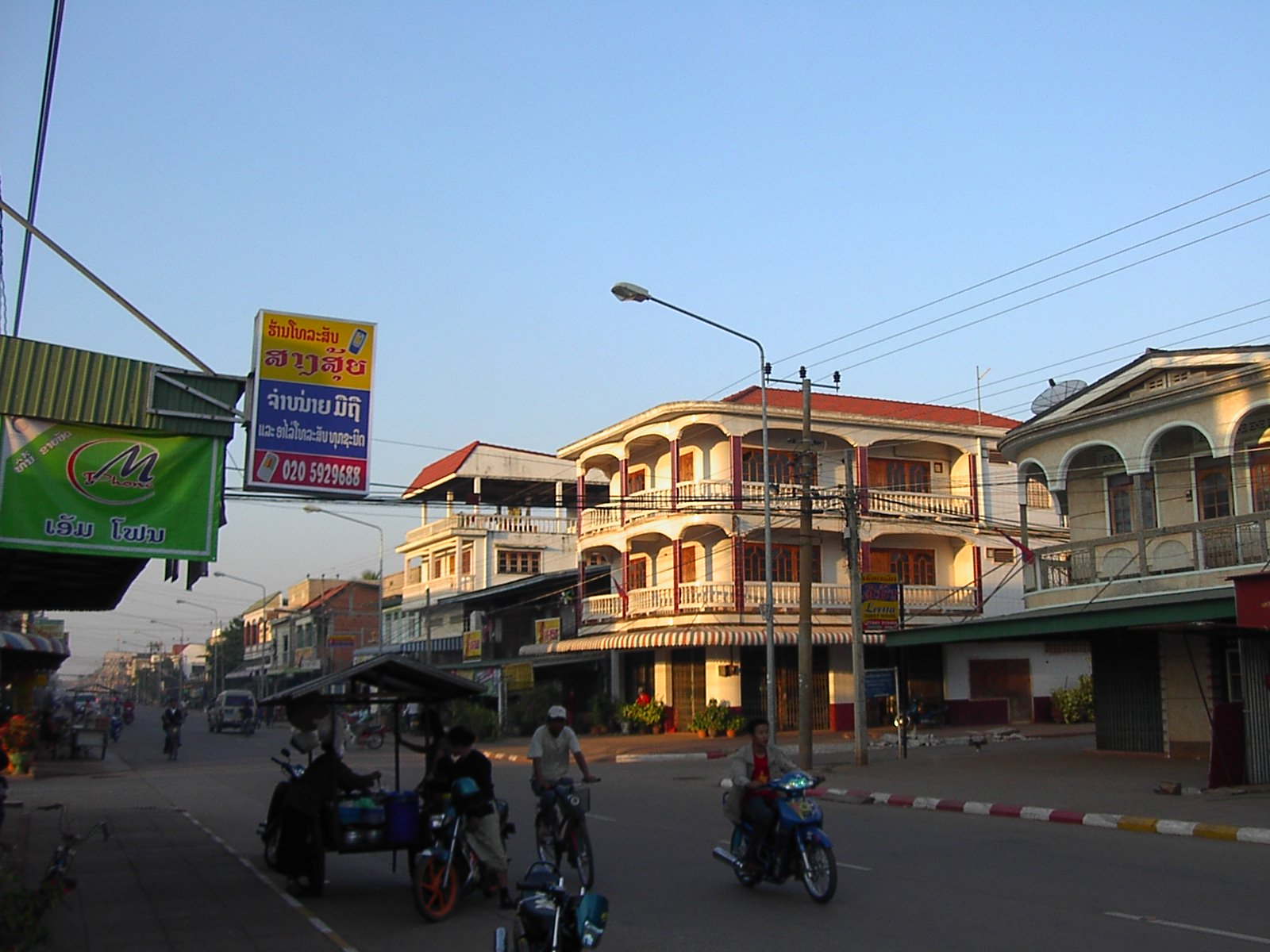
Nationalstraße 13 in Savannakhet